# Muzyka ze słowami
Muzyka ze słowami – nagrana na żywo płyta ze spektaklem teatralno-muzycznym w reżyserii Piotra Cieplaka. W spektaklu oprócz zespołu Voo Voo występują Jan i Maria Peszek. 
Część tekstów została napisana przez dzieci z porażeniem mózgowym, wychowanków Dziennego Ośrodka Adaptacyjno-Rehabilitacyjnego dla Dzieci Niepełnosprawnych w Krakowie, w ramach ćwiczeń artykulacyjnych. Teksty te – wraz z innymi, niewykorzystanymi w spektaklu – zostały wydane w 2005 w postaci książki Kokoryny: Opowieści dziwnej treści (wyd. Koziara Tararara).

## Lista utworów
1. „Sny w czasie siedzenia (we Wrocławiu i przed)” – 7:44 (sł. Alina Dominicz)
2. „Kobiety są jak pierogi” – 4:01 (sł. Adam Jaskowski)
3. „Maggie i Milly i Molly i May” – 5:13 (sl. Edward Estlin Cummings)
4. „Jesteś fajna kobita” – 4:16 (sł. Żaneta Tylek)
5. „Dzisiaj jest ładna pogoda” – 7:53 (sł. Anna Karcz)
6. „Gdy kwitnie żonkil” – 4:46 (sł. e.e.cummings)
7. „List” – 8:49 (sł. Grzegorz Hull)
8. „Manifest” – 3:57 (sł. Adam Jaskowski)
9. „Anioł” – 1:41 (sł. Sebastian Wróbel)
10. „Patałachy” – 5:19 (sł. Adam Jaskowski)

Muzyka: W. Waglewski

## Muzycy
- Wojciech Waglewski – gitary
- Mateusz Pospieszalski – saksofony
- Piotr „Stopa” Żyżelewicz – perkusja
- Karim Martusewicz – kontrabas